# 浅口市立金光小学校
浅口市立金光小学校（あさくちしりつこんこうしょうがっこう）は、岡山県浅口市金光町占見新田にある公立小学校。

## 沿革
「金光町誌」より

### 略歴
1873年、地頭下村竹原に松濤（しょうとう）小学校、占見村占見に興倫（おきみち）小学校、占見新田村中村に有進小学校が創立された。1887年、松濤小学校と興倫小学校は統合され、尋常津澳（つぐま）小学校が開校、1890年、尋常津澳小学校と有進小学校が統合し、尋常占見小学校が開校した。1901年、遙南（ようなん）高等小学校が創立され、1908年、尋常占見小学校と統合し、遙南尋常高等小学校が開校した。1927年、吉備尋常小学校および竹尋常小学校と統合し、金光町尋常小学校となり、吉備尋常小学校は吉備校舎、竹尋常小学校は竹校舎となった。1941年、金光国民学校となり、1947年、学制改革により金光町立金光小学校となった。1954年、金光吉備小学校、金光竹小学校に分離独立した。2006年、浅口市の発足に伴い浅口市立金光小学校と改称した。

### 年表
- 1873年（明治6年） - 松濤（しょうとう）小学校、興倫（おきみち）小学校、有進小学校が創立
- 1887年（明治20年） - 松濤小学校、興倫小学校が統合し、尋常津澳小学校が開校
- 1890年（明治23年） - 尋常津澳小学校、有進小学校が統合し、尋常占見小学校が開校
- 1901年（明治34年） - 遙南（ようなん）高等小学校が開校
- 1908年（明治41年）- 尋常占見小学校、遙南高等小学校が統合し、遙南尋常高等小学校が開校。裁縫専修学校（実業補習学校）を附設
- 1919年（大正8年）- 裁縫専修学校を金光実業補習学校に改組
- 1924年（大正13年）- 金光実業補習学校に男子部を設置
- 1926年（大正15年）- 金光町青年訓練所設置（青年訓練所）。
- 1927年（昭和2年） - 金光実業補習学校を金光公民学校、金光実科女学校に分離
- 1927年（昭和2年） - 遙南尋常高等小学校、吉備尋常小学校、竹尋常小学校が統合し、金光町尋常高等小学校が開校
- 1932年（昭和7年） - 金光町青年訓練所、金光公民学校が統合され、金光町青年学校（青年学校）を設置
- 1935年（昭和10年） - 金光実科女学校が公立青年学校金光実科女学校に改組
- 1941年（昭和16年） - 国民学校令により金光町国民学校（国民学校）に改組
- 1942年（昭和17年） - 公立青年学校金光実科女学校が金光町青年学校に統合
- 1947年（昭和22年） - 学制改革により金光町国民学校の高等科が金光町立金光中学校に、初等科が金光町立金光小学校に改組
- 1948年（昭和23年） - 金光町青年学校廃止
- 1954年（昭和29年） - 吉備校舎が金光町立金光吉備小学校に、竹校舎が金光町立金光竹小学校に分離
- 2006年（平成18年） - 合併により浅口市が発足。それに伴い、浅口市立金光小学校と改称

## 教育目標
心身ともにたくましく生きる児童の育成

## 通学区域
金光町占見新田(福永、道木西、駅・胡麻屋)、金光町占見、金光町地頭下、金光町大谷(東、西の一部)

## 主な進学先
- 浅口市立金光中学校[5]

## 通学区域が隣接している学校
- 浅口市立金光吉備小学校
- 浅口市立金光竹小学校